# Alchemilla oligotricha
Alchemilla oligotricha é uma espécie de rosácea do gênero Alchemilla, pertencente à família Rosaceae.